# Incidente de Ōtsu

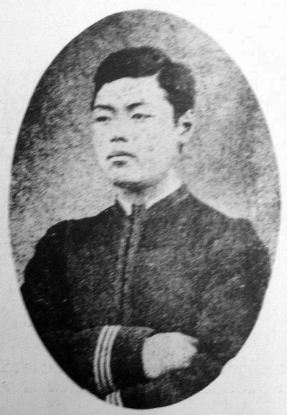
Tsuda Sanzo.

El incidente Ōtsu fue un fallido intento de asesinato del zarévich Nicolás Alexandróvich de Rusia (más tarde el zar Nicolás II) el 11 de mayo de 1891, mientras que Nicolás estaba de visita en Japón durante su viaje del Este. 

## Antecedentes

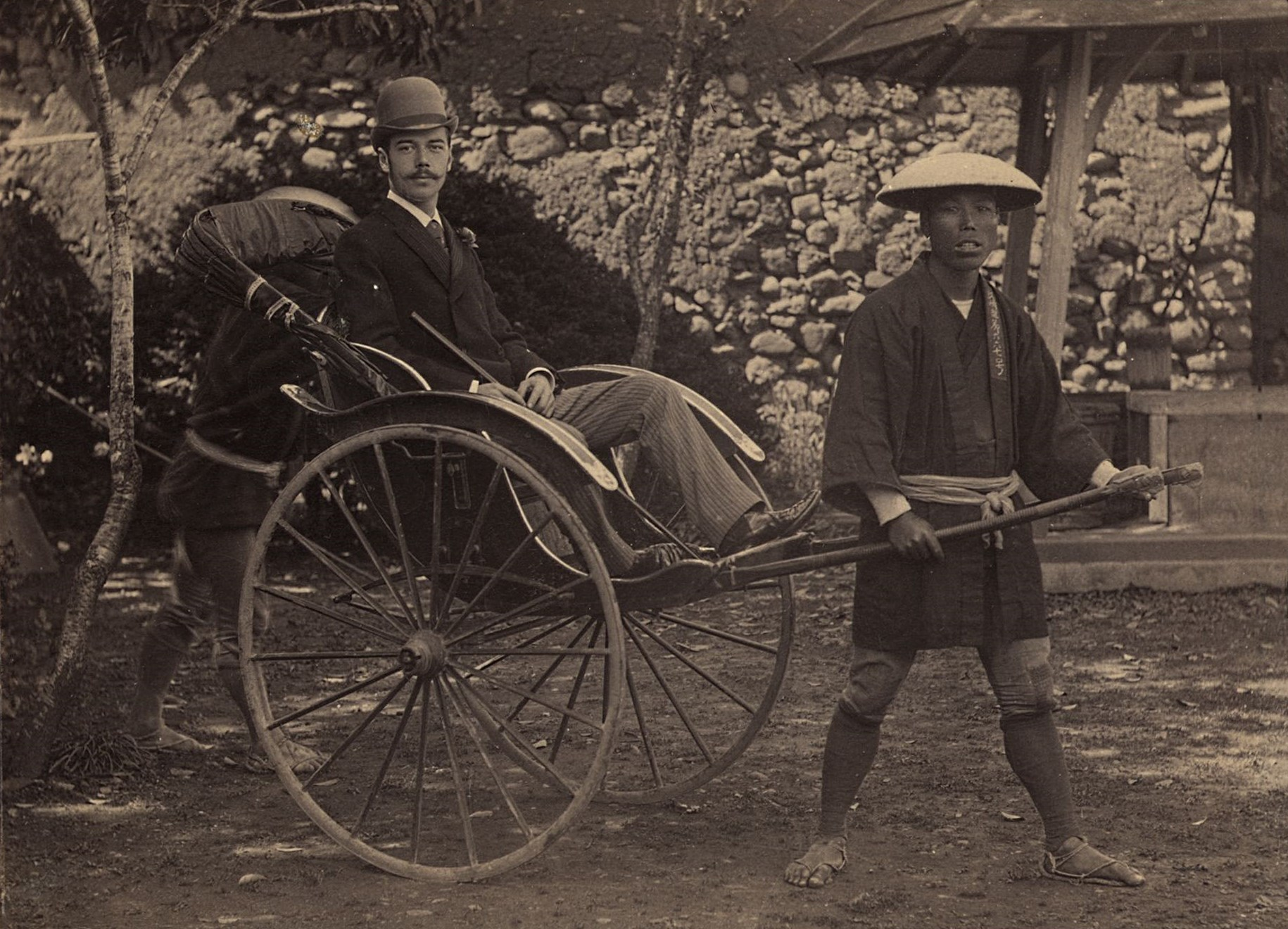
El príncipe Nicolás en Nagasaki.

Con motivo de la ceremonia de inauguración en Vladivostok del inicio de la construcción del Ferrocarril Transiberiano, el zarévich Nicolás realizó una visita oficial a Japón. La Flota Rusa del Pacífico con el zarévich al frente visitó Kagoshima, a continuación, Nagasaki, y luego Kobe. Desde Kobe, el zarévich viajó por tierra hasta Kioto, donde fue recibido por una delegación encabezada por el príncipe Arisugawa Taruhito. Esta era la primera visita de un príncipe extranjero importante a Japón desde las del príncipe Enrique de Prusia en 1880 y dos príncipes británicos (Jorge y Alberto) en 1881, y como la influencia de los militares del Imperio ruso estaba creciendo rápidamente en el Lejano Oriente, el gobierno japonés enfatizó el uso de esta visita para fomentar la mejora de las relaciones ruso-japonesas.

## Los hechos
El ataque al príncipe Nicolás ocurrió el 29 de abril de 1891 (en el calendario juliano; el 11 de mayo del calendario gregoriano moderno), cuando el zarévich regresaba a Kioto después de un viaje de un día al Lago Biwa, en Otsu, Prefectura de Shiga. Fue atacado por Tsuda Sanzo (1855-1891), uno de los policías de su escolta, que cruzó la cara del zarévich con un sable samurái denominado katana. 
La acción rápida del primo de Nicolás, el príncipe Jorge de Grecia y Dinamarca, que paró en seco el segundo golpe con su bastón, le salvó la vida. Tsuda luego intentó huir pero dos conductores de rickshaw en el entorno de Nicolás lo persiguieron y lo redujeron en el suelo. Nicolás quedó con una herida de nueve centímetros de largo en el lado derecho de la frente; no fue mortal, pero le quedó una cicatriz de por vida. 
El zarévich fue llevado de regreso a Kioto donde el Príncipe Kitashirakawa Yoshihisa ordenó que fuera llevado al Palacio Imperial de Kioto para descansar y se enviaron mensajeros a Tokio. Sabedor de que el incidente sería utilizado por Rusia como un pretexto para la guerra, y sabiendo que Japón no era rival para Rusia en el momento, el primer ministro Matsukata Masayoshi aconsejó al emperador Meiji ir inmediatamente a visitar al zarévich. El emperador se subió a un tren en la estación de Shimbashi y viajó toda la noche para llegar a Kioto la mañana siguiente. 
Al día siguiente, cuando Nicolás expresó su deseo de regresar a su flota anclada en Kobe, el emperador Meiji ordenó al príncipe Kitashirakawa Yoshihisa, al príncipe Arisugawa Takahito y al príncipe Arisugawa Taruhito que lo acompañaran. Más tarde, el emperador Meiji, ignorando las protestas de algunos estadistas de que podría ser tomado como rehén, hizo una visita personal al zarevich, que se recuperaba en un buque de guerra ruso en el puerto de Kobe.

## Consecuencias del ataque
El emperador Meiji expresó públicamente su pesar por la falta de hospitalidad de Japón para con un huésped de Estado, lo que llevó a una ola de apoyo público y mensajes de condolencias para el zarévich. Más de 10 000 telegramas le fueron enviados deseando una pronta recuperación. Una ciudad en la prefectura de Yamagata, incluso legalmente prohibió el uso del apellido "Tsuda" y el nombre propio "Sanzo". Cuando Nicolás por orden de su padre, el zar Alejandro III, dio por concluido el viaje a Japón, a pesar de la disculpa del emperador Meiji, una joven costurera, Yuko Hatakeyama, se cortó la garganta con una navaja frente de la Oficina de la Prefectura de Kioto como un acto de contrición pública, muriendo en el hospital. Los medios japoneses la bautizaron como "retsujo" (literalmente mujer valiente) y se elogió su patriotismo.
Debido a este incidente, Nicolas II a pesar de las disculpas dadas, tuvo resentimientos hacía el Japón y se refería a los japoneses como esos macacos.
El gobierno presionó a la Corte para juzgar a Tsuda en virtud del artículo 116 del Código Penal, cuya sentencia era la pena de muerte por actos contra el emperador, la emperatriz o el príncipe heredero de Japón. Sin embargo, el presidente del Tribunal Supremo Kojima Iken declaró que el artículo 116 no era aplicable en este caso; Tsuda fue condenado a cadena perpetua en su lugar. Aunque controvertido en el momento, la decisión de Kojima fue utilizada más adelante como un ejemplo de la independencia del poder judicial en Japón y una de las justificaciones para la revisión de los tratos desiguales.
Aceptando la responsabilidad por el lapso de la seguridad, el ministro del Interior Saigō Tsugumichi y el ministro de Relaciones Exteriores Shuzo Aoki renunciaron al cargo.
El gobierno ruso expresó oficialmente su plena satisfacción en el resultado de las acciones legales de Japón, y de hecho, formalmente declaró que Tsuda había sido condenado a muerte pero, llevado por la clemencia, el zarévich pidió el cambio de la sentencia. Sin embargo, más tarde los historiadores a menudo han especulado acerca de cómo el incidente, que dejó al zarevich Nicolás cicatrices permanentes, pudo haber influido en su opinión sobre Japón y los japoneses, y cómo esto pudo haber influido en sus decisiones en el proceso antes y durante la guerra ruso-japonesa de 1904-1905.

## Conclusión

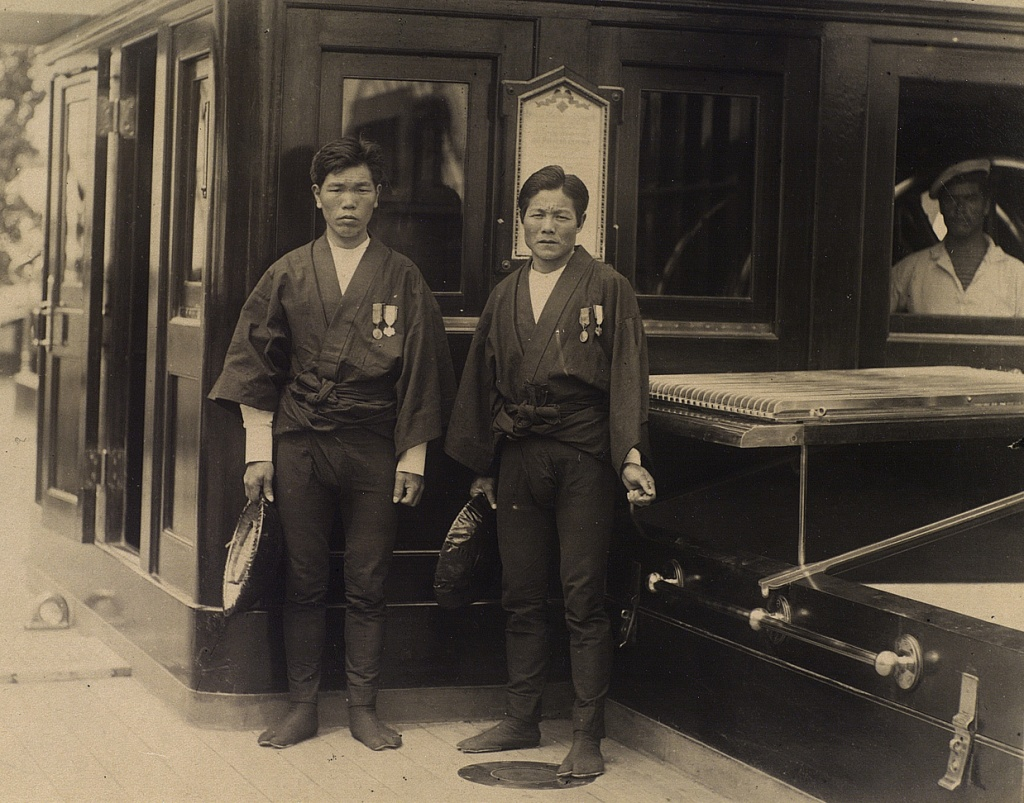
Los conductores de rickshaw condecorados.

Tsuda fue enviado a prisión cerca de Kushiro, Hokkaido, y murió de una enfermedad en septiembre del mismo año.
Los conductores de rickshaw que capturaron a Tsuda, Mukaihata Jizaburo (1854-1928) y Kitagaichi Ichitaro (1859-1914) fueron llamados más tarde a la flota rusa por el zarévich, donde fueron agasajados por los infantes de marina rusos, condecorados y se les otorgó una recompensa de 2500 yenes, más una pensión de 1000 yenes, que era una cuantiosa suma para la época. Fueron presentados en la prensa como héroes nacionales. Sin embargo, durante la Guerra Ruso-Japonesa, la admiración de sus amigos y vecinos se deterioró, ambos conductores de rickshaw perdieron sus pensiones, fueron acusados de ser espías y tuvieron que sufrir el acoso de la policía.

## Las reliquias como pruebas identificatorias
En 1993, cuando el gobierno ruso estaba tratando de verificar si los fragmentos óseos recuperados del lugar del asesinato en Yekaterimburgo pertenecían al zar Nicolás II, una muestra de ADN del zar fue requerida y las reliquias del escándalo Otsu fueron examinadas para ver si las manchas de sangre permitían hacer una identificación positiva; los resultados no fueron concluyentes.